# Kunst im öffentlichen Raum in Ense
Kunst im öffentlichen Raum in Ense umfasst öffentlich zugängliche Plastiken, Skulpturen, Brunnen, Wandmalereien, Mosaike und Graffiti im Gebiet der westfälischen Gemeinde Ense im Kreis Soest. Die nachstehende Liste von Kunstwerken im öffentlichen Raum ist nicht vollständig. Sie wird kontinuierlich ergänzt.

## Liste
| Bild | Bezeichnung                                              | Standort                                                                                      | Künstler                        | errichtet | Anmerkungen |
| ---- | -------------------------------------------------------- | --------------------------------------------------------------------------------------------- | ------------------------------- | --------- | --- |
|      | Bremer Stadtmusikanten                                   | Bremen Rathausplatz Standort                                                                  | Bonifatius Stirnberg            | 1984      | Viereckiger Tierbrunnen in Form eines Zubers mit beweglichen Actionskulpturen, Schwein, Gans, Katze, Taube und einem Hahn, der auf einer Stele in Form einer Brunnenpumpe thront. |
|      | Guter Hirte                                              | Bremen Werner-Hütten-Platz an der Conrad-von-Ense-Schule Standort                             | Almuth Lütkenhaus               | 1996      | Bronzeskulptur eines Hirten, der ein Lamm auf den Schultern trägt. |
|      | Antonius predigt den Fischen                             | Bremen Ruhner Weg / Rochollweg Standort                                                       | Bildhauer Dransfeld aus Günne   | 1966/67   | Relief Heiliger Antonius auf einer Platte aus Anröchter Stein zwischen zwei Betonsäulen auf einer Grünfläche. |
|      | Haaresel (Volksbank)                                     | Bremen Parkplatz Volksbank, Am Spring / Kirchplatz Standort                                   |                                 |           | Grauer Esel, bemalt mit Ortsteilen der Gemeinde Ense. Im Gemeindegebiet Ense gibt es mehrere solcher „Haaresel“. Sie sind das Maskottchen des traditionellen Haareselrennens, das am letzten Sonntag im Juli in Ense-Bremen stattfindet.                                                                                       |
|      | Haaresel (Sparkasse)                                     | Bremen Vor der Sparkasse, Werler Straße 10 Standort                                           |                                 |           | Roter Esel, bemalt mit dem Logo der Sparkasse. Im Gemeindegebiet Ense gibt es mehrere solcher „Haaresel“. Sie sind das Maskottchen des traditionellen Haareselrennens, das am letzten Sonntag im Juli in Ense-Bremen stattfindet.                                                                                              |
|      | Haaresel (Provinzial)                                    | Bremen Vor der Geschäftsstelle, Hauptstraße 13 Standort                                       |                                 |           | Grüner Esel, bemalt mit dem Logo der Versicherung. Im Gemeindegebiet Ense gibt es mehrere solcher „Haaresel“. Sie sind das Maskottchen des traditionellen Haareselrennens, das am letzten Sonntag im Juli in Ense-Bremen stattfindet.                                                                                          |
|      | Steinsäule (Mittelpunkt Gemeinde Ense)                   | Bremen Kirchplatz, südlich St. Lambertus Kirche Standort                                      |                                 |           | Runde Steinsäule mit Rhomben umgeben von Parkbänken. Sie markiert den Mittelpunkt der 1969 gegründeten Großgemeinde Ense. |
|      | Betkaspar                                                | Bremen Friedhof Bremen, Heiligenhäuschen am unteren Eingang                                   | Joseph Wäscher                  | 1937      | Die Innenwandtafel aus Eiche mit Motiv von Kaspar Schwarze beim Gebet in der kleinen Gedenkkapelle am unteren Eingang. Diese Stätte dient bei der jährlichen Fronleichnamsprozession als 1. Station. |
|      | Heiliger Lambertus                                       | Bremen Vor dem Heimathaus, Kirchplatz 7 Standort                                              |                                 | 2000      | Kleine Heiligenfigur eines Bischofs mit Buch, Hirtenstab und Feuerschale aus Bronze auf Steinsockel mit Widmungstafel. Inschrift: „Heiliger Lambertus schütze das Bistum Lüttich und die Erzbistümer Köln und Paderborn. Pfarrkirche St. Lambertus 950 Jahre. Schützenbruderschaft St. Lambertus 475 Jahre. Anno Domini 2000“. |
|      | Labyrinth                                                | Höingen Kreisverkehr Industriegebiet Höingen, Am Buschgarten / Neheimer Straße Standort       | Pit Schrage                     | 2019      | Kunst im Kreisverkehr. 3 Cortenstahlstelen auf dem Kreisverkehr zum Industriegebiet. |
|      | Regenbogenstein                                          | Niederense Grünfläche Bahnhofstraße / Heuerwerth (Sportplatz) Standort                        | Horst Rellecke                  | 2005      | 4 m hohe dreieckige Steinstele aus Anröchter Stein, mittig eine Lichtleiste mit Farbwechsel. |
|      | Gedenktafel Möhnekatastrophe                             | Niederense Am Heimatmuseum Niederense, Bernhardusplatz 3 Standort                             |                                 |           | Bronzerelief in Erinnerung an die Klosterkirche des Kloster Himmelpforten und dem 1943 zerstörten Möhnedamm in Günne. Zentral das Dorfwappen von Niederense. |
|      | Korpus Wegkreuz Schulte-Sörries                          | Niederense Einfahrt Hof Schulte-Sörries (Hofladen Schumacher), Bahnhofstraße 48 Standort      | August Wäscher                  |           | Das Anfang des 19. Jahrhunderts am heutigen Sportplatz aufgestellte Wegkreuz überstand die Möhnekatastrophe 1943 unbeschadet. Es wurde in den 1960er Jahren wegen der neuen Straßenführung an seinen heutigen Standort an der Hofeinfahrt versetzt.                                                                            |
|      | Hochkreuz Gedenkstätte Himmelpforten                     | Niederense Ruine Kloster Himmelpforten Standort                                               |                                 | 1963      | Hohes Metallkreuz, das 1963 vom Schützenverein aufgestellt wurde. Es ersetzte das nach der Möhnekatastrophe errichtete Holzkreuz. |
|      | Altar Gedenkstätte Himmelpforten                         | Niederense Ruine Kloster Himmelpforten Standort                                               | Michael und Christof Winkelmann |           | Altar aus Grünsandstein vor dem Hochkreuz an der Gedenkstätte Himmelpforten. Einmal jährlich wird hier mit einer Messe an die Opfer gedacht. |
|      | Gedenkttafel Möhnekatastrophe Gedenkstätte Himmelpforten | Niederense Ruine Kloster Himmelpforten Standort                                               |                                 |           | Überdachtes Holzrelief mit Motiv wie das Kloster Himmelpforten in den Fluten des zerstörten Möhnestaudamms untergeht. |
|      | Drahtziehmaschine                                        | Niederense Kreisverkehr Bahnhofstraße / Schreibers Hof / Berkenkopfplatz Standort             |                                 |           | Alte, bepflanzte Drahtziehmaschine auf der Verkehrsinsel. Sie erinnert an die Drahtproduktion im Sauerland, die auch für Ense ein wichtiger Wirtschaftsfaktor war. Durch die Gemeinde führte ein wichtiger Drahthandelsweg. |
|      | 750 Jahre Oberense                                       | Oberense Dorfplatz (Wiese Kapelle St. Rochus und Isidor) Bremer Straße / An d. Tigge Standort |                                 | 2019      | Gedenkstele aus Anröchter Stein zur 750. Jahrfeier des Dorfes Oberense mit Wappen des Gemeindeteils. |
|      | Parsiter Bildstock                                       | Parsit Fasanenweg / Bannerweg Standort                                                        | Gebrüder Winkelmann             | 1992      | Skulptur aus drei Steinsäulen mit Reliefs. Die kleine Säule zeigt Tiermotive und die Elemente Wasser, Luft und Licht, die mittelgroße zwei Handwerker und ein Bauernehepaar, die höchste Kinder, Eltern und Großeltern und die Worte „Mensch+ Leben“. Auf ihrer Spitze ist ein Bronzekreuz.                                    |